# Nuevo Contrato Social (Países Bajos)
Nuevo Contrato Social (en neerlandés: Nieuw Sociaal Contract; NSC) es un partido político de los Países Bajos fundado y dirigido por Pieter Omtzigt. El partido pretende centrarse en sus temas principales de buen gobierno y seguridad social.

## Historia
A principios de 2021, Omtzigt escribió el manifiesto Un nuevo contrato social, con ideas para el Llamada Demócrata Cristiana (CDA), partido para el que servía en la Cámara de Representantes en ese momento. Después de una pelea con su partido por el nombramiento de Wopke Hoekstra como líder del partido y la nota "Posición Omtzigt, función en otro lugar" que se filtró durante la formación del gabinete 2021-2022, se separó del CDA en junio de 2021 y continuó como una facción unipersonal en septiembre de ese año.
Después de que se anunciaran las elecciones generales de 2023 tras la caída del cuarto gabinete de Rutte, Omtzigt fundó el partido político Nuevo Contrato Social (NSC) el 19 de agosto de 2023. Su manifiesto de 2021 sirvió de base para las opiniones del nuevo partido.
El 20 de agosto de 2023, Omtzigt anunció en el periódico Tubantia que no se esforzaba por que el NSC se convirtiera en el partido más grande en las elecciones generales de noviembre de ese año. Si eso sucede, no quiere convertirse en primer ministro, sino permanecer en la Cámara de Representantes como líder parlamentario. Eddy van Hijum se convirtió en presidente del comité que redactaría el manifiesto del partido antes de las elecciones generales de 2023.
Hasta el 28 de agosto de 2023, el partido ofreció a las personas que respaldaban los principios del partido la oportunidad de solicitar en línea un escaño en la Cámara de Representantes. Más tarde se anunció que se habían registrado alrededor de 2.400 candidatos. El excandidato del VVD, Onno Aerden, fue presentado como portavoz del partido el 12 de septiembre, pero renunció unas horas más tarde cuando resurgió un viejo tuit en el que se refería al Movimiento Campesino-Ciudadano como "un tumor que destruye la frágil democracia desde dentro".

## Ideología y posiciones
El partido ha sido descrito como demócrata cristiano y cercano a la filosofía comunitaria. El artículo 2 de los estatutos del partido habla de "responsabilidad personal, familia y comunidades y propiedad privada distribuida" como principios fundacionales, mientras que un programa de principios que lo acompaña menciona nociones que incluyen el personalismo, la ética de las virtudes y la economía social de mercado.
El buen gobierno y la seguridad social son las principales preocupaciones del partido. Las políticas relativas a la buena gobernanza incluyen el establecimiento de un tribunal constitucional y la instauración de un sistema electoral regional similar al de Suecia. En cuanto a la seguridad social, el partido propone revisar el salario digno para ayudar a las personas con ingresos bajos.

## Electorado
Según el investigador de mercado I&O Research, el partido atraerá votantes de partidos de todo el espectro político, incluido el Partido Socialista (SP), JA21, el Movimiento Campesino-Ciudadano (BBB) y el Partido por la Libertad (PVV). Las encuestas de finales de agosto de 2023 muestran que es el partido más popular, con un 40% de su electorado procedente de BBB, lo que reduce el porcentaje de votos de ese partido en más de un tercio.

## Resultados electorales
| Año  | Votos          | %     | Resultado | +/-   | Gobierno  |
| ---- | -------------- | ----- | --------- | ----- | --------- |
| 2023 | 1.343.287 (#4) | 12,88 | 20/150    | Nuevo | Coalición |